# عنکبوت خرمن
عنکبوت خَرمَن یا عنکبوت خرمن معمولی (نام علمی: Phalangium opilio) نام یک گونه از سرده خرمنی‌ها است. این گونه دارای گسترده‌ترین زیستگاه در میان عنکبوت‌های خرمن است. عنکبوت خرمن در علف‌زار‌ها، جنگل‌ها، پرچین‌ها، چمن‌ها، معادن سنگ، دیوار‌ها، پل‌ها، زمین‌های کشاورزی و باغ‌ها زندگی می‌کند.

## نگارخانه

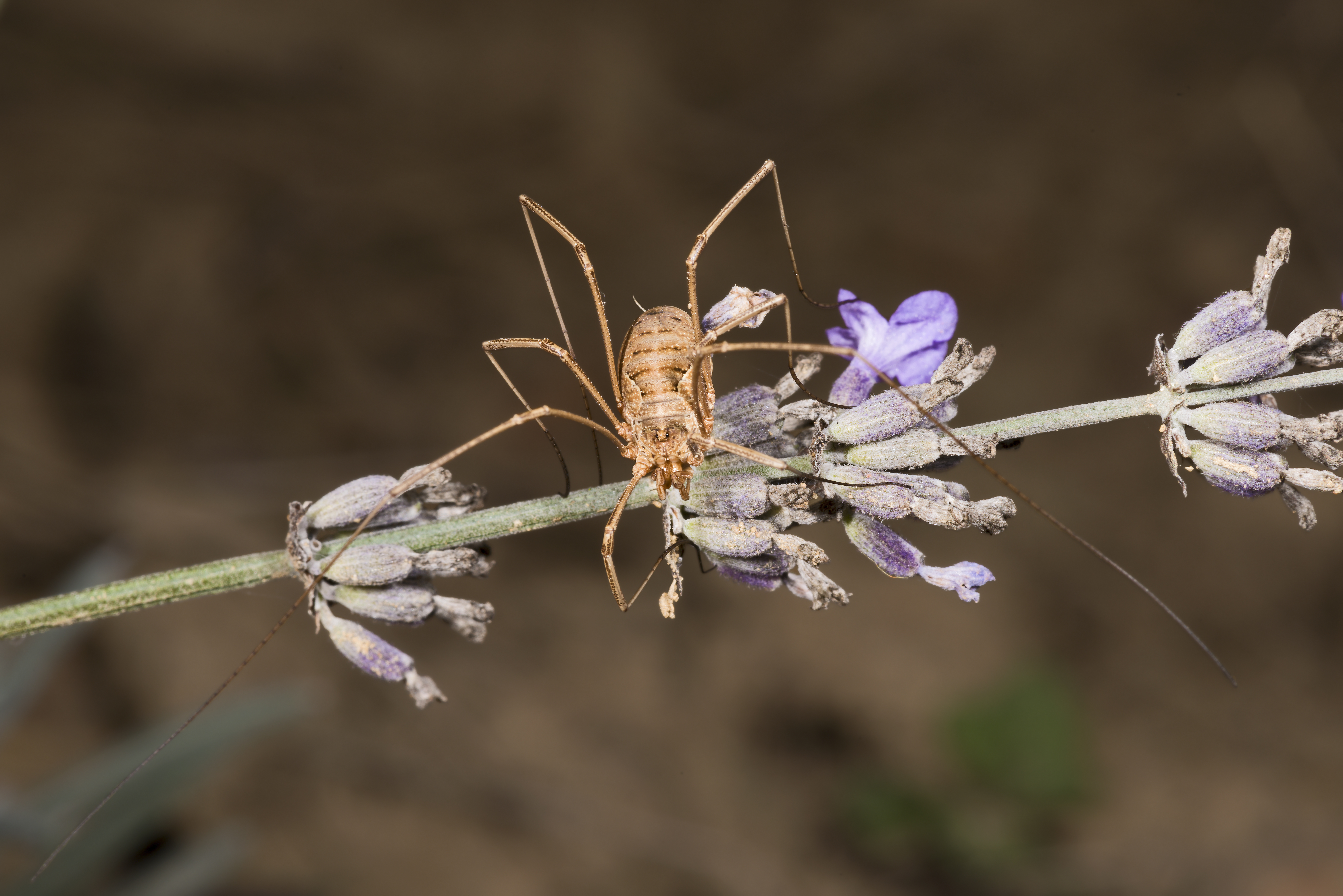
ماده
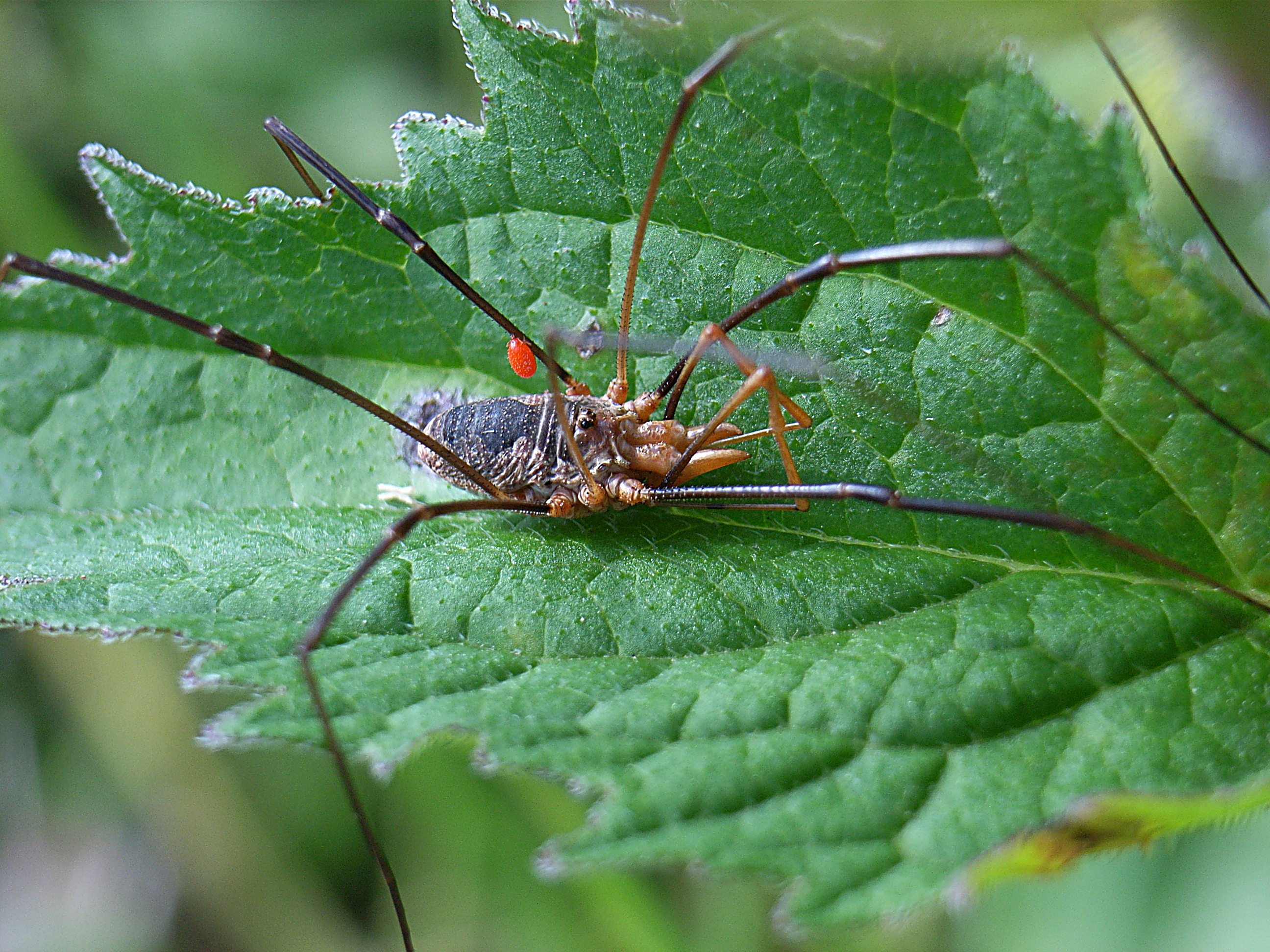
نر
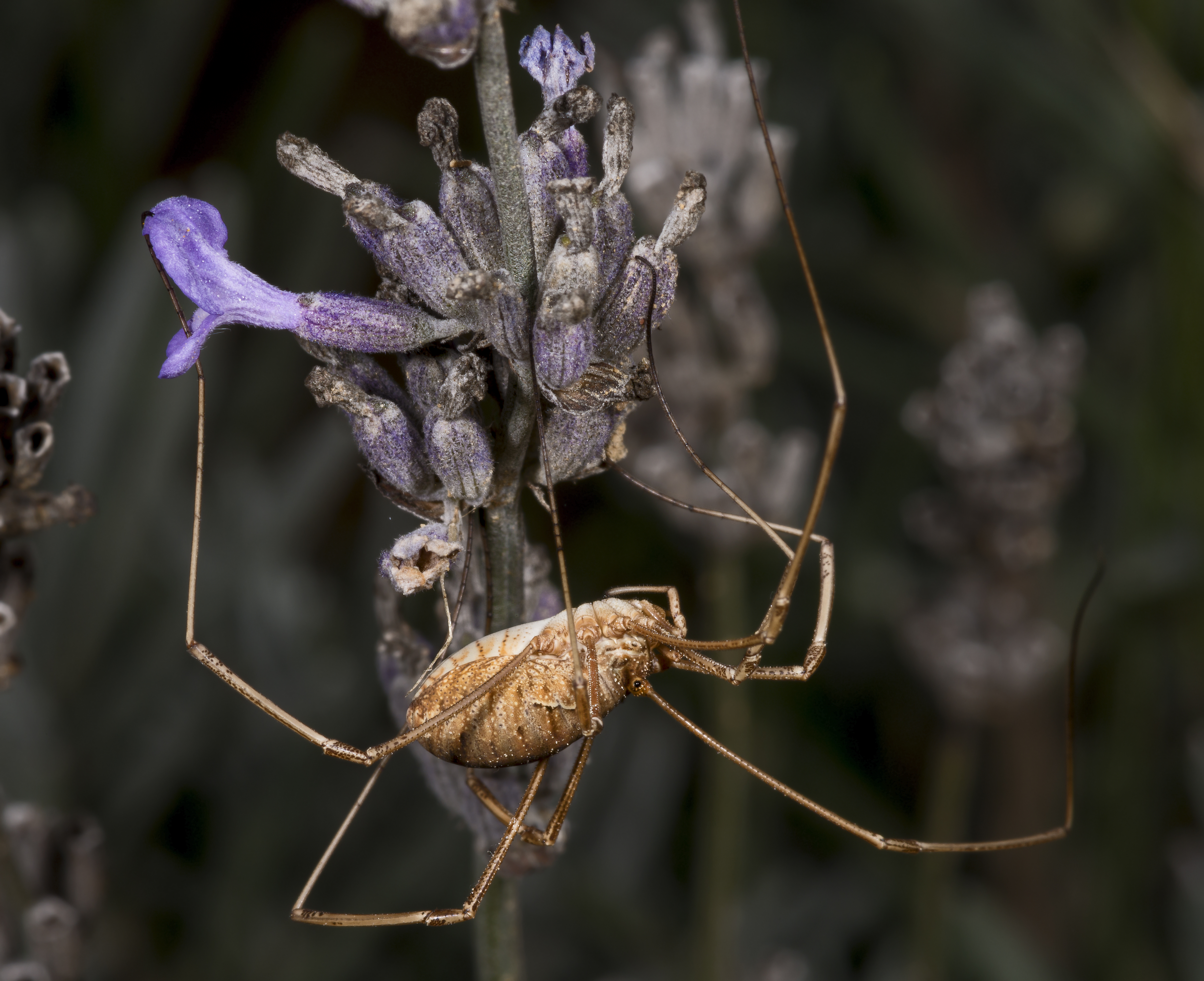
ماده نمای کناری
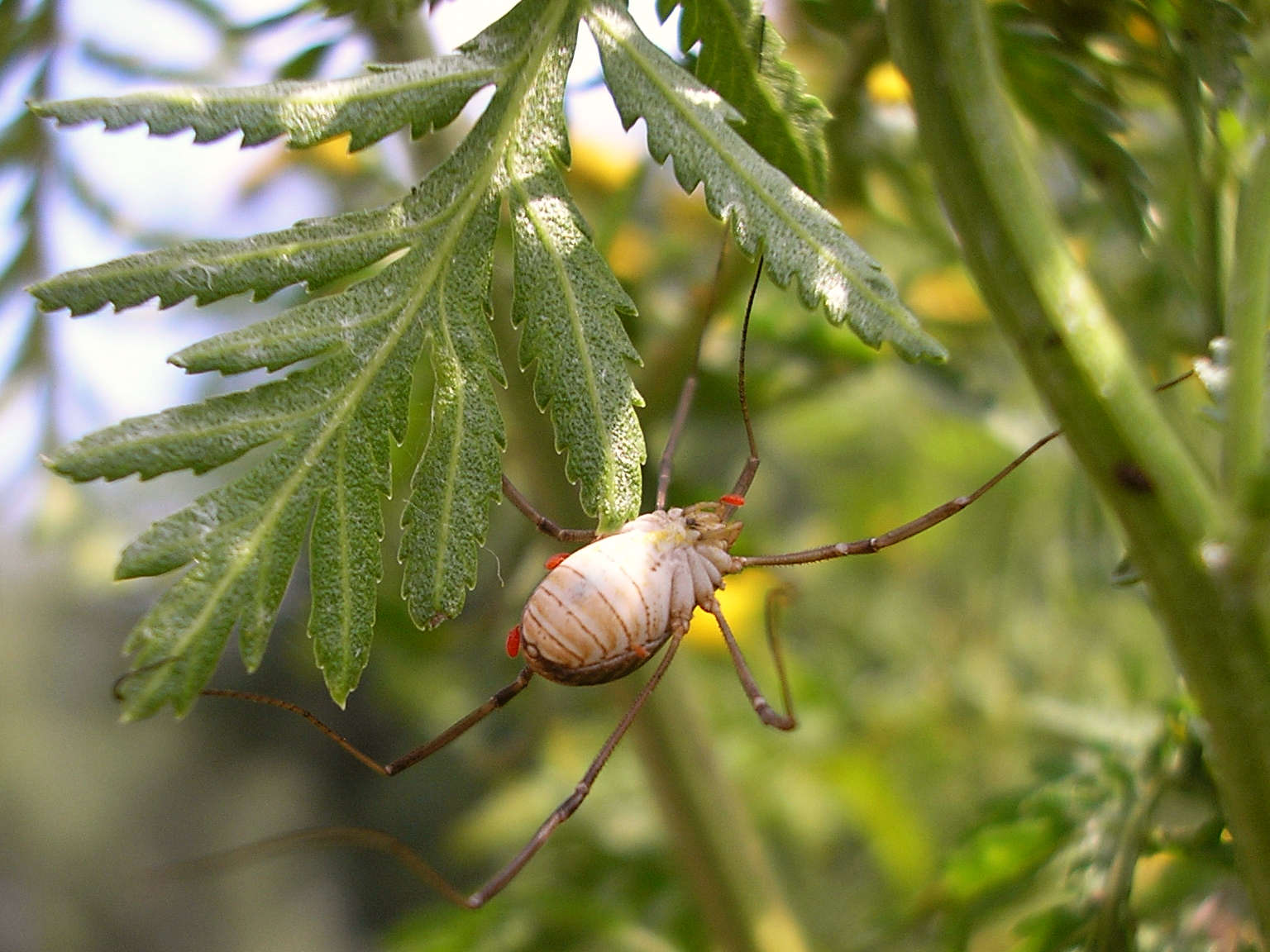
پشت ماده
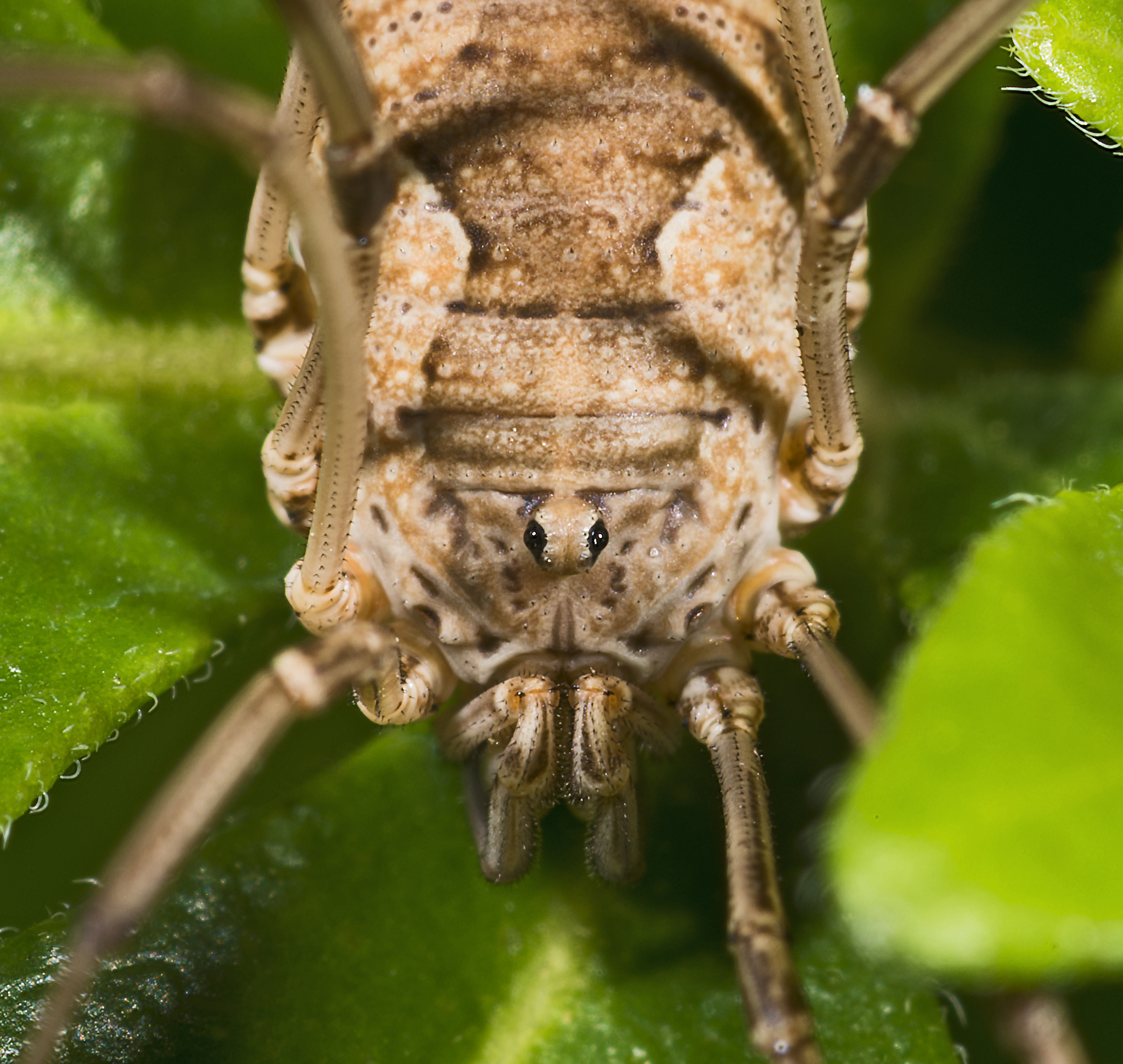
ماده